# Antireumatski lek
Antireumatski lekovi (DMARDs) su kategorija lekova koji se koriste za tretman reumatoidnog artritisa. Njima se usporava progresija bolesti..

## Članovi
| Lek                                           | Mehanizam                                                                                               |
| --------------------------------------------- | --- |
| abatacept                                     | T-ćelijski kostimulatorni inhibitor signala                                                             |
| adalimumab                                    | TNF inhibitor                                                                                           |
| azatioprin                                    | Inhibitor purinske sinteze                                                                              |
| hlorohin i hidroksihlorohin (antimalarijali)  | Supresija IL-1 & TNF-alfa, indukuje apoptozu inflamatornih ćelija i umanjuje hemotaksu                  |
| ciclosporin (Ciklosporin A)                   | kalcineurinski inhibitor                                                                                |
| D-penicilamin                                 | Redukuje broj T-limfocita etc.                                                                          |
| etanercept                                    | TNF receptor                                                                                            |
| golimumab                                     | TNF inhibitor                                                                                           |
| Soli zlata (natrijum aurotiomalat, auranofin) | unknown                                                                                                 |
| infliksimab                                   | TNF inhibitor                                                                                           |
| leflunomid                                    | Inhibitor sinteze pirimidina                                                                            |
| metotreksat (MTX)                             | Inhibitor sinteze purina                                                                                |
| minociklin                                    | 5-LO inhibitor                                                                                          |
| rituksimab                                    | himerno monoklonalno antitelo protiv CD20 na površini B-ćelija                                          |
| sulfasalazin (SSZ)                            | Supresuje IL-1 & TNF-alfa, indukuje apoptozu inflamatornih ćelije i povišava nivo hemotaktičkih faktora |

Mada ovi agensi deluju putem različitih mehanizama, mnogi od njih imaju sličan impakt na tok oboljenja. Neki od ovih lekova se mogu koristiti u kombinaciji.